# Simon Plaskie
 (août 2022).
Simon Plaskie est un joueur belge de volley-ball né le 10 avril 2001. Il joue au poste de réceptionneur-attaquant.

## Palmarès

### Clubs
Championnat de Belgique:
- 2022

### Équipe nationale
Championnat d'Europe U-17:
- 2017

Championnat d'Europe des moins de 21 ans:
- 2018, 2020